# نوبوتاكي كوندو
نوبوتاكي كوندو (باليابانية: 近藤 信 竹، 25 سبتمبر 1886 - 19 فبراير 1953) كان أدميرالًا في البحرية الإمبراطورية اليابانية خلال الحرب العالمية الثانية. بصفته قائد الأسطول الثاني للبحرية الإمبراطورية، القوة الرئيسية المنفصلة بالبحرية للعمليات المستقلة، كان يعتبر كوندو في المرتبة الثانية من حيث الأهمية بعد الأدميرال إيسوروكو ياماموتو.